# 匹莫范色林
匹莫范色林（英語：Pimavanserin，商品名：Nuplazid）是一种非典型抗精神病藥物，被批准用于治疗帕金森氏病，也正在研究用于治疗阿尔茨海默病精神病、精神分裂症、躁动和重度抑郁症。 与其他抗精神病药不同，匹莫范色林不是多巴胺受体拮抗剂。
它被批准为仿制药。